# Rediu Aldei, Iași
Rediu Aldei este un sat în comuna Aroneanu din județul Iași, Moldova, România.

## Repere notabile

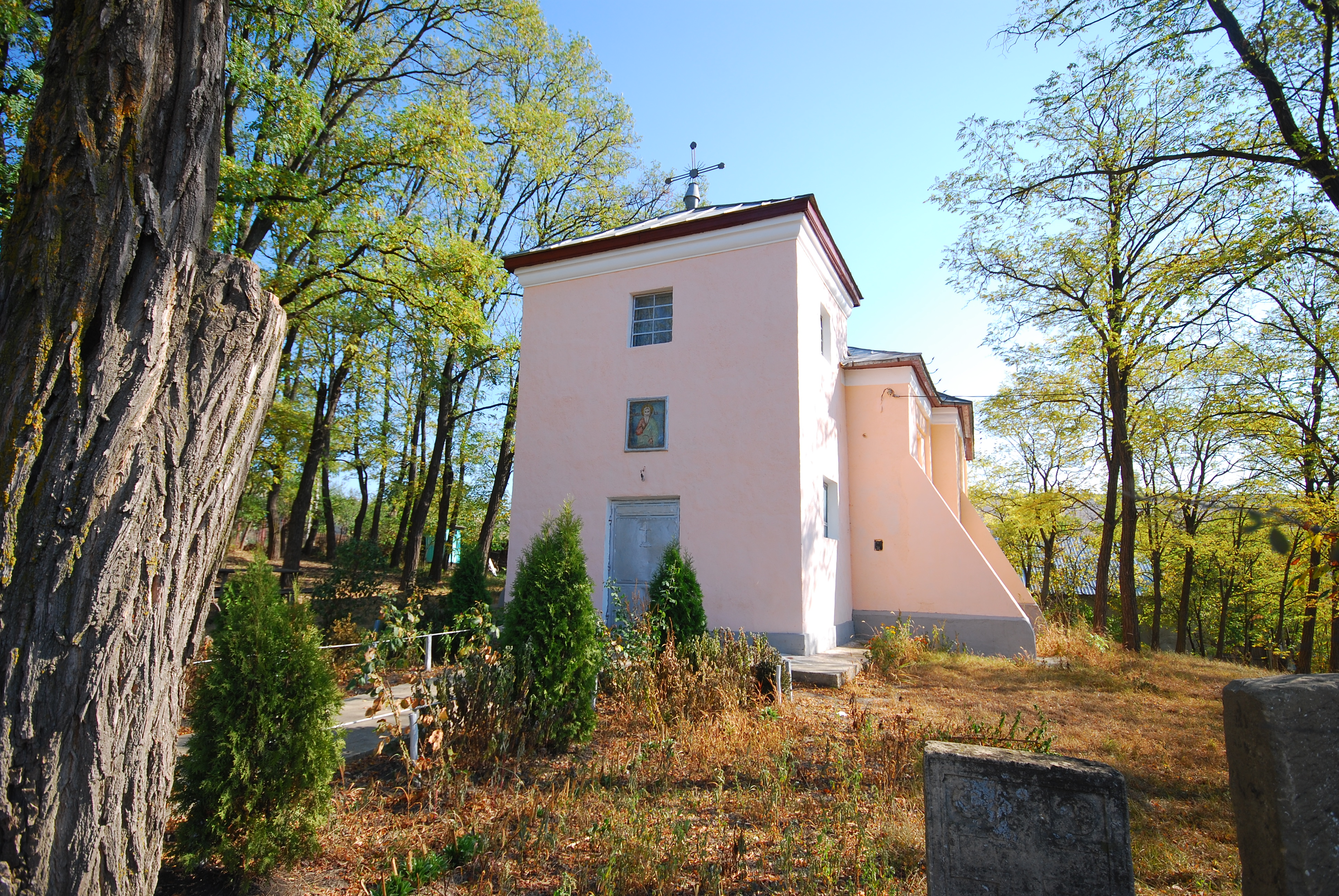
Biserica „Sf. Ilie” (1718)

- Situl arheologic de la Rediu Aldei, punct „La Hârtop”, monument istoric; IS-II-m-B-03648
- Așezare” (secolul XI, Epoca medieval timpurie), monument istoric, „La Hârtop”, la marginea SV a satului; IS-II-m-B-03648.01
- Așezare” (secolul XI/X, Epoca medieval timpurie), monument istoric, „La Hârtop”, la marginea SV a satului; IS-II-m-B-03648.02
- Așezare” (Eneolitic final, cultura Horodiștea-Erbiceni), monument istoric, „La Hârtop”, la marginea SV a satului; IS-II-m-B-03648.03
- Biserica „Sf. Ilie”, monument istoric, biserica este zidită în anul 1718 de catre Maria Catargi; IS-II-m-B-04236 [1]